# Bathyprion danae
Bathyprion danae es un pez abisal que pertenece a la familia Alepocephalidae, del orden Argentiniformes. Habita en aguas profundas del Atlántico y el Pacífico. Se encuentra en la profundidades marinas a una profundidad que comprende los 100 y 3200 metros.
Esta especie fue reconocida por primera vez en 1966 por Norman Bertram Marshall.

### Lectura recomendada
- Eschmeyer, William N., ed. 1998. Catalog of Fishes. Special Publication of the Center for Biodiversity Research and Information, no. 1, vol 1-3. 2905.
- Moore, Jon A., Karsten E. Hartel, James E. Craddock, and John K. Galbraith. 2003. An annotated list of deepwater fishes from off the New England region, with new area records. Northeastern Naturalist, vol. 10, no. 2. 159-248.
- Krefft, G.0 Bathyprionidae. p. 94. In J. C. Hureau and Th. Monod (eds.) Check-list of the fishes of the north-eastern Atlantic and of the Mediterranean (CLOFNAM). UNESCO, Paris. Vol. 1. (Ref. 84502).
- Breder, C.M. and D.E. Rosen0 Modes of reproduction in fishes. T.F.H. Publications, Neptune City, New Jersey. 941 p. (Ref. 205).